# سير ديوك (أغنية ستيفي وندر)
سير ديوك (بالإنجليزية: Sir Duke)‏ أغنية من تأليف وأداء ستيفي وندر، من ألبومه "أغاني في مفتاح الحياة Songs in the Key of Life عام 1976، صدرت كأغنية فردية في عام 1977، لتصعد إلى قمة قائمة البيلبورد في الولايات المتحدة وأيضا في قائمة أغاني السود المنفردة Black Singles charts، كما صعدت إلى المركز الثاني في قائمة أفضل الأغاني في المملكة المتحدة، وهو أكبر نجاح لستيفي وندر هناك في ذلك الوقت، وصنفتها بيلبورد على إنها الأغنية رقم 18 في قائمة أفضل أغاني عام 1977.
كُتبت الأغنية تكريماً للفنان ديوك إلينجتون، أسطورة موسيقى الجاز الذي توفى في عام 1974. وتشير الكلمات أيضًا إلى كونت باسي، وجلين ميلر، ولويس أرمسترونج وإيلا فيتزجيرالد. أعاد ستيفي وندر إصدار الأغنية في البومه «عجائب طبيعية Natural Wonder» لعام 1995 والتسجيل حي من أداء مسرحي.

## خلفية الأغنية
كتب وندر الأغنية تقديرًا لديوك إلينجتون، مؤلف موسيقى الجاز، وقائد الفرقة الموسيقية، وعازف البيانو الذي أثر عليه كموسيقي، كان وندر قد شهد بالفعل وفاة إثنين كان ينظر لهما كمثل أعلى (دينا واشنطن وويس مونتغمري) بعد محاولته التعاون معهما. بعد وفاة إلينجتون في عام 1974، أراد وندر كتابة أغنية للإعتراف بالموسيقيين الذين شعر بأهميتهم، وقال لاحقًا: "لقد وضعت عنوان الأغنية منذ البداية ولكن أردت أن تكون عن الموسيقيين الذين فعلوا شيئًا من أجلي، وسرعان ما تم نسيانهم، أردت إظهار تقديري". أصدر وندر أغاني أخرى لتكريم من رحل، مثل أغنية "ماستر بلاستر Master Blaster"، لتكريم بوب مارلي في عام 1980، وأغنية "عيد ميلاد سعيد Happy Birthday لتكريم مارتن لوثر كينج.

## طاقم تسجيل الأغنية
ستيفي وندر: تأليف وتلحين وتوزيع وانتاج وعزف بيانو كهربائي فيندر رودس وإيقاع وغناء
ترمبيت: ريموند مالدونادو وستيف ماديو
طبول: ريموند باوندز
جيتار باس:  ناثان واتس
جيتار: مايكل سيمبيلو
جيتار إيقاعي: بن بريدجز
ساكسفون: ألتو لهانك ريد
تينور ساكسفون: تريفور لورانس

## كلمات الأغنية
الموسيقى هي عالم بداخلها Music is a world within itself
بلغة نفهمها جميعًا With a language we all understand
مع تكافؤ للفرص With an equal opportunity
ليغني الجميع ويرقصون ويصفقون بأيديهم For all to sing, dance and clap their hands
ولكن لأن الأغنية لها إيقاع خاص But just because a record has a groove
لا تجعل الإيقاع هو كل ما يشغلك Don't make it in the groove
يمكنك معرفة ذلك على الفور عند الحرف أ But you can tell right away at letter A
عندما يبدأ الناس في الحركة When the people start to move
يمكنهم الشعور بها في كل مكان They can feel it all over
يمكنكم الشعور بها في كل ما حولكم They can feel it all over people
تعرف الموسيقى إنها كذلك وستظل دائمًا Music knows it is and always will
الموسيقى أحد الأشياء التي لن تستغنى عنهاالحياة Be one of the things that life just won't quit
هنا بعض رواد الموسيقى But here are some of music's pioneers
الذين لن ننساهم مع مرور الوقت But here are some of music's pioneers
هناك باسي، ميلر، ساشمو For there's Basie, Miller, Sachmo
وملك الكل سير ديوك And the king of all Sir Duke
وبصوت مثل غناء إيلا And with a voice like Ella's ringing out
لا يمكن أن يضل العازفين There's no way the band can lose
يمكنك أن تشعر به في كل مكان You can feel it all over
يمكنك أن تشعر به في كل مكان You can feel it all over people

## نسخ أخرى للأغنية
أصدر ناثان إيست نسخة لأغنية «سير ديوك» في البومه «ناثان إيست Nathan East» عام 2014، كما أصدر الفنان الراحل لو راولز نسخته الخاصة من نفس الأغنية في ألبومه لعام 2016 Live in Concert، وفي عام 2019 نشر موقع «ڤوكس Vox» (موقع أخبار ورأي إلكتروني أمريكي مملوك لشركة ڤوكس ميديا) مقطع فيديو على اليوتيوب مع الموسيقار جاكوب كولير Jacob Collier بعنوان «جاكوب كولير يحلل أعمال ستيفي وندر الكلاسيكية» حيث يقوم الفنان بتشريح أغنية «سير ديوك» وتقسيمها إلى أجزاء ومقاطع، موضحًا سبب وكيفية نجاح الأغنية، وحصد الفيديو أكثر من مليوني مشاهدة.

## وصلات خارجية
https://www.youtube.com/watch?v=QmGr06DLXyk سير ديوك (أغنية ستيفي وندر)